# Jürgen Pinter
Jürgen Pinter (né le 30 mars 1979 à Villach, Carinthie) est un fondeur autrichien. 

## Biographie
En 2010, il fait son retour à la compétition après quatre ans de suspension, à la suite du scandale de dopage dans l'équipe autrichienne aux Jeux olympiques d'hiver de 2006.

## Palmarès

### Coupe du monde
- Meilleur classement final : 86e en 2002.
- Meilleur résultat : 18e.